# Eric Sundström
Bo Axel Eric Sundström, född 7 januari 1974 i Järfälla, är en svensk journalist och socialdemokratisk politiker.
Sundström studerade vid Johns Hopkins University i USA, där han 2002 tog masterexamen i internationella relationer. Han var ordförande i S-studenter från 2003 till 2005.
Han var chefredaktör och ansvarig utgivare för socialdemokraternas nyhetstidningar Aktuellt i Politiken från 2006, Stockholms-Tidningen och Ny Tid samt vice vd i tidningsföretaget AiP Media Produktion AB. Från hösten 2010 till hösten 2014 var han chefredaktör på Dagens Arena vid Arenagruppen. Från mars 2009 till 2012 var han ordförande i Socialdemokratiska pressföreningen.
2014 blev Sundström politiskt sakkunnig vid Utrikesdepartementet, där han var talskrivare åt utrikesminister Margot Wallström. Han övergick 2017 till att vara talskrivare till statsminister Stefan Löfven. I februari 2018 tillträdde Sundström posten som LO:s kommunikationschef och senare omvärldsanalytiker.
Sundström har ett stort intresse för USA och amerikansk politik och har bland annat arbetat för Demokraterna.